# Penny-Wiseguys
«Penny-Wiseguys» (укр. «Дріб'язкові всезнайки») — п'ята серія двадцять четвертого сезону мультсеріалу «Сімпсони», прем'єра якої відбулась 18 листопада 2012 року у США на телеканалі «Fox».

## Сюжет
Гомер вражений тим, що його сусід і боулінг-партнер Ден Гіллік є бухгалтером мафії Жирного Тоні. Коли уряд нарешті «добрався» до Жирного Тоні змусивши його бути присяжним, Тоні назначає Дена його тимчасовою заміною. Поступово Ден стає ненаситним на своїй новій посаді та лякається власних змін.
Тим часом Ліса втрачає свідомість під час соло-саксофону на шкільному концерті. Їй діагностують дефіцит заліза, частково спричинений її вегетаріанською дієтою. Як альтернативу м'ясу, яке містить багато заліза, доктор Гібберт прописує їй важкі таблетки.
Однак, Лісі не вдається прийняти таблетки. За порадою кухарки Дори дівчинка вирішує додати комах у свій вегетаріанський раціон, щоб отримати норму заліза. Удома Ліса вирощує ферму цвіркунів для споживання, однак ненароком Сніжок-2 просипає на яйця комах добриво з бозоном Хіггса, через що вилуплені цвіркуни стають надто агресивними…
Попри те, що спочатку Ліса отримує задоволення від свого нового раціону, комахи починають засуджувати її уві сні. Ліса розуміє, що зайшла надто далеко і кидає їсти комах. Вона вирішує звільнити коників, яких вирощувала, у дику природу, але Барт випадково розбиває акваріум з ними, і вони розпорошуються по підвалу.
Тим часом для зменшення витрат мафії Жирний Тоні наказує Дену вбити кількох її членів. Ден благає Гомера зробити все, щоб зупинити його, тому Гомер прив'язує Дена до стільця у підвалі будинку Сімпсонів.
Однак, цвіркуни Ліси рояться над Деном, і його крики спонукають Гомера звільнити його, дозволивши Дену втекти. Після цього Ден він починає полювати на сподвижників Жирного Тоні, але Гомер постійно перешкоджає йому говорячи причини, чому він не може вбити когось із них.
Зрештою Гомер майже переконує Дена зупинитись. Однак, коли вони боряться за пістолет Дена, той вистрілює кулею у «Квікі-Март», і ранить Гадюку (якого щойно виправдали на судовому процесі за участю Жирного Тоні). Після закінчення суду та звільнення Жирного Тоні він повертає контроль над мафією.
Тим часом Ліса випустила коників вздовж сільської дороги. Ті одразу ж з'їдають кукурудзяний лабіринт.
Коли Дена звільняють з мафії, він відкриває стенд для проколювання вух у Спрінґфілдському торговому центрі. Він зауважує, що любить нову роботу, бо все-таки користується пістолетом… для проколювання вух.

## Ставлення критиків і глядачів
Під час прем'єри серію переглянули 5,06 млн осіб з рейтингом 2.4, що зробило її другим найпопулярнішим шоу на каналі «Fox» тієї ночі, після «Сім'янина».
Роберт Девід Салліван з «The A.V. Club» дав серії оцінку C, сказавши, що «у черговій плоській серії немає над чим посміятись». Він особливо розкритикував включення персонажа Стіва Карелла, прокоментувавши: «Карелл та його персонаж, які мають дивно нормальні пропорції тіла для мешканця Спрінґфілда, не дуже підходять для шоу. Карелл говорить швидше за решту, і отримав безперебійні, імпровізовані „шматочки“ [реплік], які додають відчуття, що він насправді не взаємодіяв з іншими акторами озвучування», хоча Салліван додає, що особистість персонажа була ефективною на відміну від Жирного Тоні. Однак він похвалив підсюжет Ліси, сказавши: «Принаймні, тут є якісь веселощі, анімація в стилі серій „Treehouse Of Horror“…»
Тереза Лопес з «TV Fanatic» дала серії три з п'яти зірок, зауваживши, що «єдине, що їй сподобалось у серії, ― це не дуже тонкі відсилання на дуже ранні минулі епізоди». Це включає вегетаріанство Ліси і обіцянка Полу Маккартні із серії 7 сезону «Lisa the Vegetarian» і команда Гомера з боулінгу з епізоду «Team Homer» того ж сезону.
Згідно з голосуванням на сайті The NoHomers Club більшість фанатів оцінили серію на 3/5 із середньою оцінкою 2,54/5.